# دوري اسطنبول لكرة القدم 1934–35
دوري اسطنبول لكرة القدم 1934–35 (بالتركية: 1934-35 İstanbul Futbol Ligi)‏ هو موسم من دوري اسطنبول لكرة القدم ‏. فاز فيه نادي فناربخشه.